# Boerhavia diffusa
Boerhavia diffusa es una especie de arbusto perteneciente a la familia Nyctaginaceae. Esta planta tiene una amplia distribución, desde la India, el Pacífico al sur de Estados Unidos. Esta amplia distribución se explica por su fruto pequeño, muy pegajoso y que crece a unos centímetros del suelo, en una posición ideal para aferrarse a las pequeñas aves migratorias que pasan por allí.

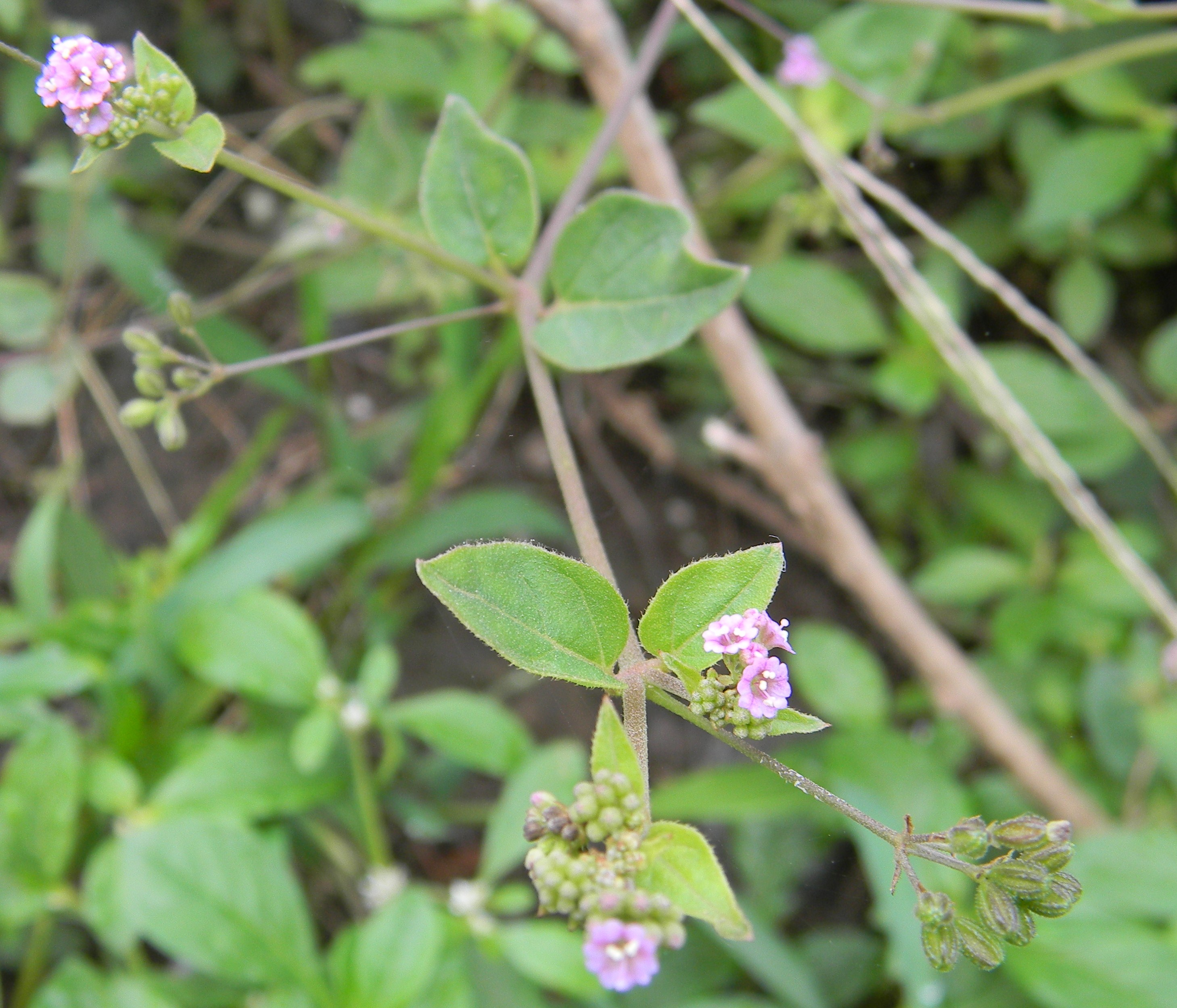
En Pune, India.

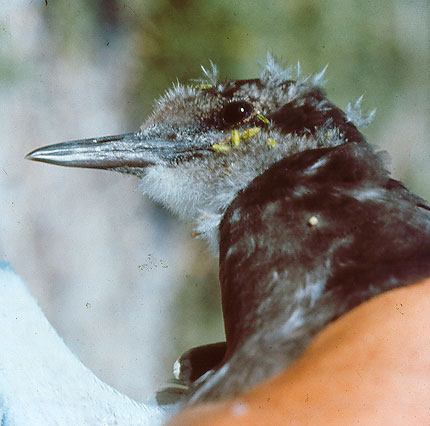
Un joven charrán sombrío ha adquirido algo de fruta pegajosa de B. diffusa después de caminar a través de ellas.

## Descripción
Boerhavia diffusa es una planta perenne de porte herbáceo cuyas delgadas ramas de crecimiento decumbente o erecto llegan a alcanzar hasta 1 metro de altura. Unidas a los tallos mediante peciolos de hasta 2 cm se encuentran unas hojas con limbo foliar oval a elíptico de 3 a 6 cm de longitud y de 3 a 5 cm de anchura con margen ciliado y ápice agudo o apiculado. En el extremo de algunos tallos se localizan unas inflorescencias pequeñas con pedúnculos pediformes, una o dos brácteas lanceoladas y entre 2 y 6 flores. Las flores poseen forma campanulada y pétalos de rosáceos a anaranjados.

## Distribución y hábitat
Planta cosmopolita tropical, habita en clima cálido entre el nivel del mar hasta los 1250 metros, asociada a vegetación perturbada de bosque tropical caducifolio, sabana y manglar.

## Toxicidad
El siguiente párrafo se está refiriendo a una planta diferente de la que aquí se está tratando.                                     Todos órganos de Berberis vulgaris contienen sustancias cuyo consumo puede provocar problemas en la salud humana, según el compendio publicado por la Autoridad Europea de Seguridad Alimentaria en 2012. En concreto se ha detectado la presencia de alcaloides como la punarnavina y rotenoides como los boeravinones.

## Propiedades
Se conoce su uso en medicina tradicional en infusión o maceración para el tratamiento de úlceras y heridas o como purgante.
Boerhaavia diffusa ha demostrado actividad antibacteriana, principalmente contra bacterias Gram negativas. Los extractos de las hojas de Boerhaavia diffusa mostraron propiedades antioxidantes y hepatoprotectoras en modelos farmacológicos.
Punarnavina, un alcaloide aislado de Boerhaavia diffusa se ha demostrado in vitro anticanceroso, antiestrogénico, antiamebiano y con actividad inmunológica.

## Taxonomía
Boerhavia diffusa fue descrita por Carlos Linneo y publicado en Species Plantarum 1: 3. 1753.
Sinonimia
- Axia cochinchinensis Lour.
- Boerhavia adscendens Willd.
- Boerhavia caespitosa Ridl.
- Boerhavia ciliatobracteata Heimerl
- Boerhavia coccinea var. leiocarpa (Heimerl) Standl.
- Boerhavia coccinea var. paniculata Moscoso
- Boerhavia friesii Heimerl
- Boerhavia paniculata Rich.
- Boerhavia repens var. diffusa (L.) Hook.f.
- Boerhavia xerophila Domin[12]

## Nombres comunes
- Arete, golondrina, palo de agua, siempreviva.
- Panvalivis de Filipinas[13]